# Réserve naturelle de Lónsöræfi
La réserve naturelle de Lónsöræfi, en islandais friðland að Lónsöræfum, est une réserve naturelle d'Islande située dans l'Est du pays. Elle couvre l'extrémité orientale du Vatnajökull, une partie des plateaux de l'Est de l'Islande et plusieurs vallées qui en descendent en direction du sud, notamment celles comprises entre le Vatnajökull et le Hofsjökull. La partie du Vatnajökull englobée dans la réserve naturelle fait elle-même partie du parc national du Vatnajökull. La porte d'entrée de la réserve naturelle est la petite localité de Stafafell, non loin de la ville de Höfn. Elle n'est accessible que via des pistes praticables en véhicule tout-terrain, pistes seulement connectées à la route 1 le long de la côte au sud.

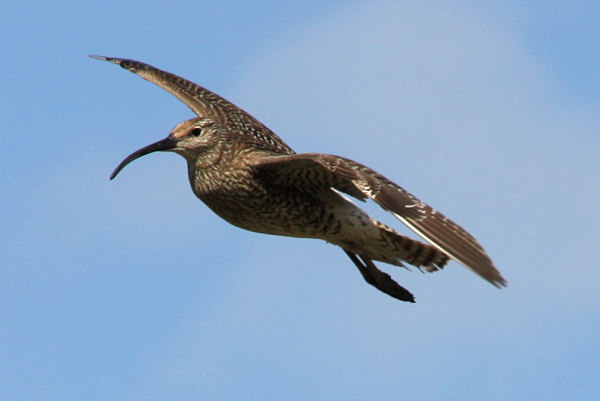
Un courlis corlieu, une des nombreuses espèces d'oiseaux présentes dans la réserve naturelle.

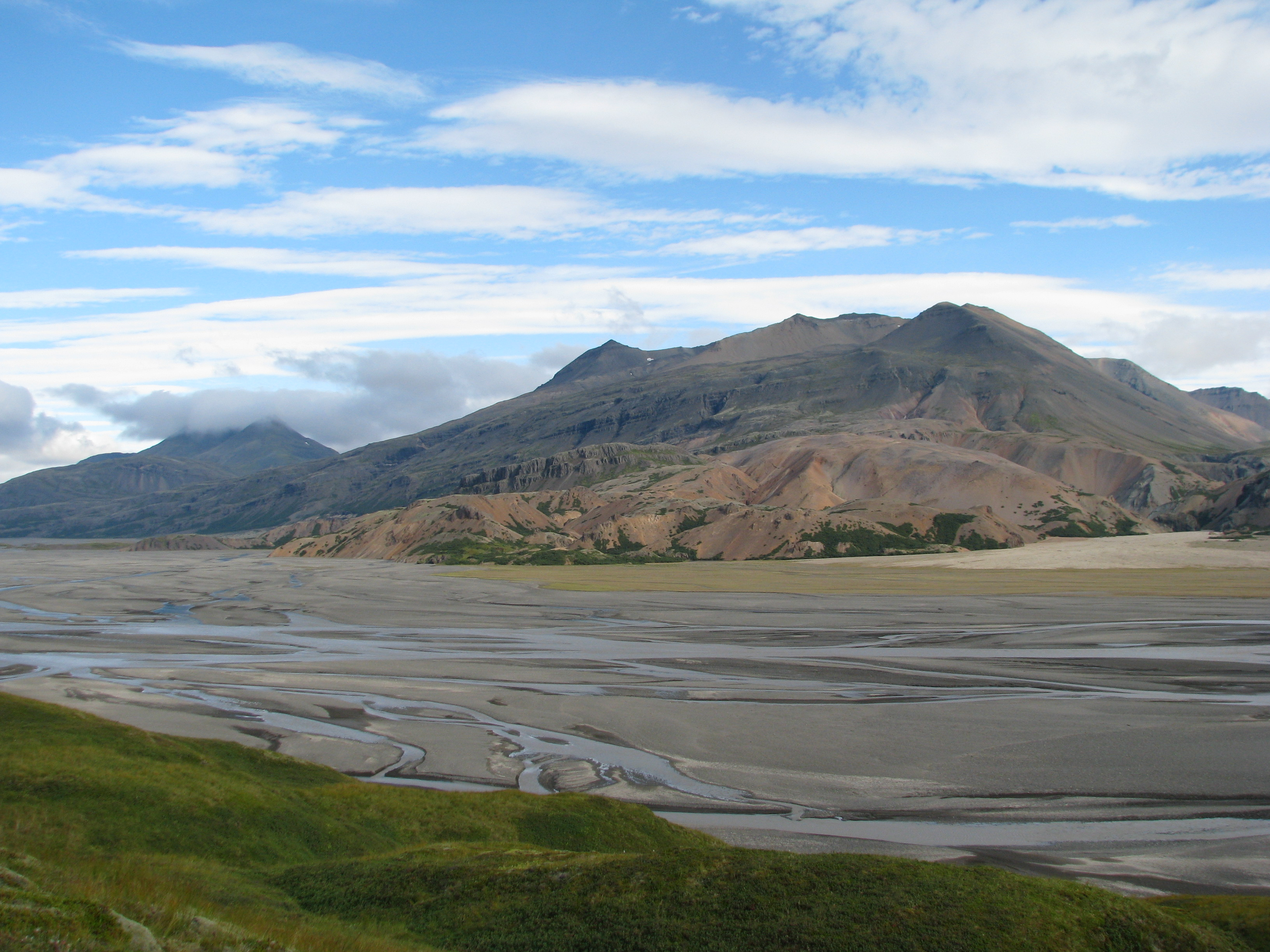
La vallée de la Jökulsá í Lóni formant le Jökulsársandur juste en aval de la réserve naturelle (sur la gauche) et qui débouche sur la plaine de Lón (sur la droite), passage obligé pour accéder à la réserve en véhicule.